# Hypsiechinus coronatus
Hypsiechinus coronatus is een zee-egel uit de familie Trigonocidaridae.
De wetenschappelijke naam van de soort werd in 1903 gepubliceerd door Theodor Mortensen.